# 响水河水库
响水河水库是中国云南省曲靖市富源县境内的一座水库，位于响水河上，建于1958年。水库正常库容为1730万立方米，集雨面积为182平方千米，海拔为1934.4米。